# Chlamydoselachus lawleyi
†Chlamydoselachus lawleyi es una especie extinta de la familia Chlamydoselachidae del género Chlamydoselachus y del orden Hexanchiformes que vivió durante el Plioceno, en el mar de la Toscana (Italia).